# Uakum
Uakum nebo Okumi (abchazsky Уақәым, gruzínsky ოქუმი – Okumi, megrelsky ოქუმ – Okum) je vesnice v Abcházii v okrese Tkvarčeli. Leží přibližně 34 km jihovýchodně od okresního města Tkvarčeli. Obec sousedí na západě s Carčou, na severu se Čchvartalem, které odděluje od sebe řeka Čchortoli, na jihovýchodě s Gumryšem, na jihu s Galchučem, které od obce odděluje řeka Okum, a na jihozápadě s Machurem. Na východ od obce se nachází těžko prostupný terén hřbetu Rečšcha.
Oficiálním názvem obce je Vesnický okrsek Uakum (rusky Окумская сельская администрация, abchazsky Уақәым ақыҭа ахадара). Za časů Sovětského svazu se okrsek jmenoval Okumský selsovět (Окумский сельсовет).

## Části obce
Součástí Uakumi jsou následující části:
- Uakum / Okum (Уақәым / Оқәым)
- Ablaskyraa / Sabuliskerio (Абласкьыраа / Сабулискерио)
- Agvavjara (Агәаҩара) – gruz. Agvavera
- Adzara (Аӡара)
- Amvjakyra (Амҩакыра)
- Aradu (Араду)
- Auachvama / Ochvame (Ауахәама / Охәаме)
- Achichupa / Ach Ichupy (Ахихәԥа / Ах ихәԥы)
- Ašycra / Obzakale (Ашыцра / Обзакале)
- Bidž Igylarta (Биџь игыларҭа)
- Eskjerda (Ескьерда)
- Kapškyt (Қаԥшқыҭ)
- Maandž / Mendžy (Мааниџь / Менџьы)
- Pchynrakjala (Ԥхынрақьала)
- Utra (Уҭра)
- Tynvja (Тынҩа)
- Cebelyrchva (Цебелырхва)
- Šagu Nacha / Šagunycha (Шьагә наха / Шьагәныха)

## Historie
Poté, co se Mingrelie spolu se zbytkem Gruzie začlenila v roce 1810 do Ruského impéria, stala se Okum administrativním centrem regionu Samurzakan. Tento stav trval až do začátku 20. století, kdy vedení Kutaiské gubernie rozhodlo o přesunu správy do Gali, kterým na rozdíl od Okumi procházela hlavní silnice.
Obec navštívila na konci 19. století italská spisovatelka a cestovatelka Carla Serenová a popsala ji následovně: „Je radost pohledět na vesnici Okum nad řekou, která má stejný název a je administrativním centrem celého regionu. V květnu 1876 zde žilo na tři tisíce živých duší, z nichž většina patřila buď ke knížatům nebo ke šlechtě, a ti vlastnili vynikající půdu, avšak k jejich vlastní škodě nevědí, jak ji správně využít. Kukuřice a někde trochu té pšenice – opakuji, toto jsou jediné produkty z této skvěle zvlhčené půdy, která při vhodné péči může dát četné bohatství. Majetkem místních rolníků je skot. Při pohledu na jejich pasoucí se stáda si vybavím biblické pastýře, od kterých se příliš neliší. Kozy a ovce neustále hlídají, zatímco koně, krávy a buvoly nechávají potulovat se volně, které se tudíž stávají častými oběťmi krádeží... V Okumi je také nádherný kostel, v kterém slouží dva duchovní, jeden ruský a jeden gruzínský. Druhý jmenovaný řídí všechny kostely Samurzakanu, jejichž zřizovateli, stejně jako všech škol, je společenství sídlící v Tbilisi. V obci se také nachází trh, kde většina prodejců jsou Megrelci. Samurzakanci se zde vůbec nezabývají řemesly. Místní pekař i zámečník jsou Řekové. Okum je uměleckým dílem Ruska. Zdejší knížata z rodu Šervašidze sídlí v Nabakevi na břehu řeky Ingur, mezi Ocarce a ústím řeky.“
V roce 1851 zde byla postavena první škola v celé Abcházii, kam chodily studovat děti z celého Samurzakanu a přilehlých abchazských regionů. Carla Serenová ji popsala takto: „Toho času studovalo v okumské škole 76 žáků. Internát, přistavěný na náklady obyvatel z okolí, byl navržen pro čtyřicet lidí. Osnovy okumské školy, která byla postavena před třiceti lety a je perfektně vedena, jsou rozmanité, jak jen to v této odlehlé vsi daleko od center jde: čtení, psaní, aritmetika, základy geometrie, kreslení, zeměpis, církevní historie, diktáty, psaní na biblická témata. Tyto různé předměty vyučují dva učitelé v ruském jazyce. Jeden z nich je Samurzakanec, který byl vzděláván v Tbilisi a v Rusku. Gruzínský kněz vyučuje náboženství a zákony Boží v gruzínském jazyce.“
S koncem 19. století byl celý Samurzakan rozdělen na dvě jazykové zóny, abchazskou a megrelskou, kdy abcházština přetrvala v kopcích nad nížinou, kterou obsadili Megrelové. Okum patřil do úzké zóny, kde byly tyto dva jazyky smíseny. V roce 1926 ale uvedlo jako svůj rodný jazyk abcházštinu pouhých 5,4 % obyvatel obce, přestože tento jazyk ovládalo daleko větší počet a to přinášelo nemalé problémy. Ve 30. letech to o Okumi zmiňoval abchazský bolševik Efrém Ešba ve svém článku „О Ткварчелах, колхозах и бандитах“ (O Tkvarčelcích, kolchozech i banditech): „Instruktor, který neumí ani abchazsky ani megrelsky, si u mě stěžoval, že je v Okumi pro něj obtížné vysvětlit kolektivizovaným rolníkům, proč musí zůstat 50 % sklizně nerozděleno až do ledna. Musím přiznat, že ani mně to nebylo jasné, ale jedna věc jasná je: V současné době nemůžete do té vesnice posílat instruktora, který se nedorozumí se zdejším rolníkem, bez tlumočníka.“ Ešba tedy doporučil převést obec Okum kvůli užívání abcházštiny do okresu Očamčyra, avšak ta nakonec zůstala v okrese Gali. Zdejší abchazská populace byla rychle gruzifikována a abcházštinu brzy poté užívala pouze nejstarší generace obyvatel.
Během války v Abcházii v letech 1992-1993 byla obec ovládána gruzínskými vládními jednotkami. Na konci této války naprostá většina obyvatel Okumi uprchla z Abcházie, ale značná část uprchlíků se již v roce 1994 vrátila. Přesto Okum v porovnání se stavem před válkou značně upadla.
V roce 1994 byla Okum, přejmenována na Uakum, převedena po správní reformě do nově vzniklého okresu Tkvarčeli. Dle Moskevských dohod z roku 1994 o klidu zbraní а o rozdělení bojujících stran byla Uakum začleněna do nárazníkové zóny, kde se o bezpečnost staraly mírové vojenské jednotky SNS v rámci mise UNOMIG. Mírové sbory Abcházii opustily poté, kdy byla Ruskem uznána nezávislost Abcházie.

## Obyvatelstvo
Dle nejnovějšího sčítání lidu z roku 2011 je počet obyvatel této obce 2239 a jejich složení následovné:
- 2201 Gruzínů (98,2 %)
- 26 Abchazů (1,2 %)
- 4 Rusové (0,2 %)
- 8 příslušníků ostatních národností (0,4 %)

Před válkou v Abcházii žilo v obci bez přičleněných vesniček 1027 obyvatel, v celém Okumském selsovětu 3514 obyvatel.